# 1022
1022 (MXXII) var ett normalår som började en måndag i den julianska kalendern.

## Händelser

### Okänt datum
- Anund Jakob efterträder sin far Olof Skötkonung som kung av Sverige vid dennes död.
- Många katarer dödas i Toulouse.
- Abd ar-Rahman IV, kalif av Córdoba, mördas och efterträds av Abd ar-Rahman V.
- Liu (kejsarinna) blir Kinas regent.

## Födda
- Harald Godwinson, kung av England 5 januari–14 oktober 1066 (född omkring detta år)

## Avlidna
- 2 september – Máel Sechnaill mac Domnaill, storkonung av Irland 980–1002 och sedan 1014
- Olof Skötkonung, kung av Sverige sedan 995[1]
- Abd ar-Rahman IV, kalif av Córdoba

### Fotnoter
1. ↑  Det hände i dag